# Anselmo Lorecchio
Anselmo Lorecchio (alb. Anselmo Lorekio; ur. 3 listopada 1843 w Pallagorio, zm. 22 marca 1924 w Rzymie) – włoski prawnik i samorządowiec, w 1892 roku burmistrz Pallagorio. Założyciel oraz wydawca czasopisma La Nazione Albanese. Z narodowości Arboresz.

## Życiorys
W 1868 roku ukończył studia prawnicze na Uniwersytecie w Neapolu, pracował następnie jako prokurator w Sądzie Apelacyjnym. Był zaangażowany w działalność samorządową, m.in. w 1892 roku pełnił funkcję burmistrza Pallagorio.
Założył czasopismo La Nazione Albanese, które było wydawane od 15 stycznia 1897 do swojej śmierci. Udzielał się w licznych albańskojęzycznych czasopismach, w którym poruszał kwestię niepodległości Albanii. W 1900 roku przeniósł się do Rzymu, gdzie 8 kwietnia założył Albański Komitet Narodowy.

## Odznaczenia i tytuły[3]
- Kawaler Orderu Korony Włoch (1881)
- honorowy obywatel Catanzaro (1883)
- Oficer Orderu Korony Włoch (1891)